# Ritta und Christina Parodi

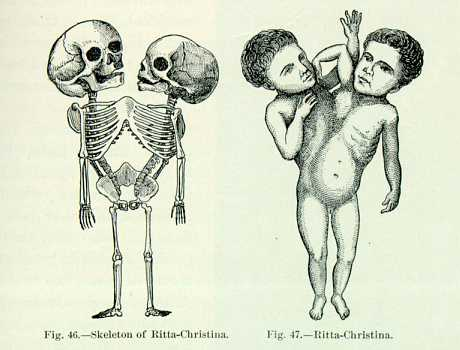
Ritta und Christina Parodi. Ritta war der rechte und Christina der linke Zwilling.

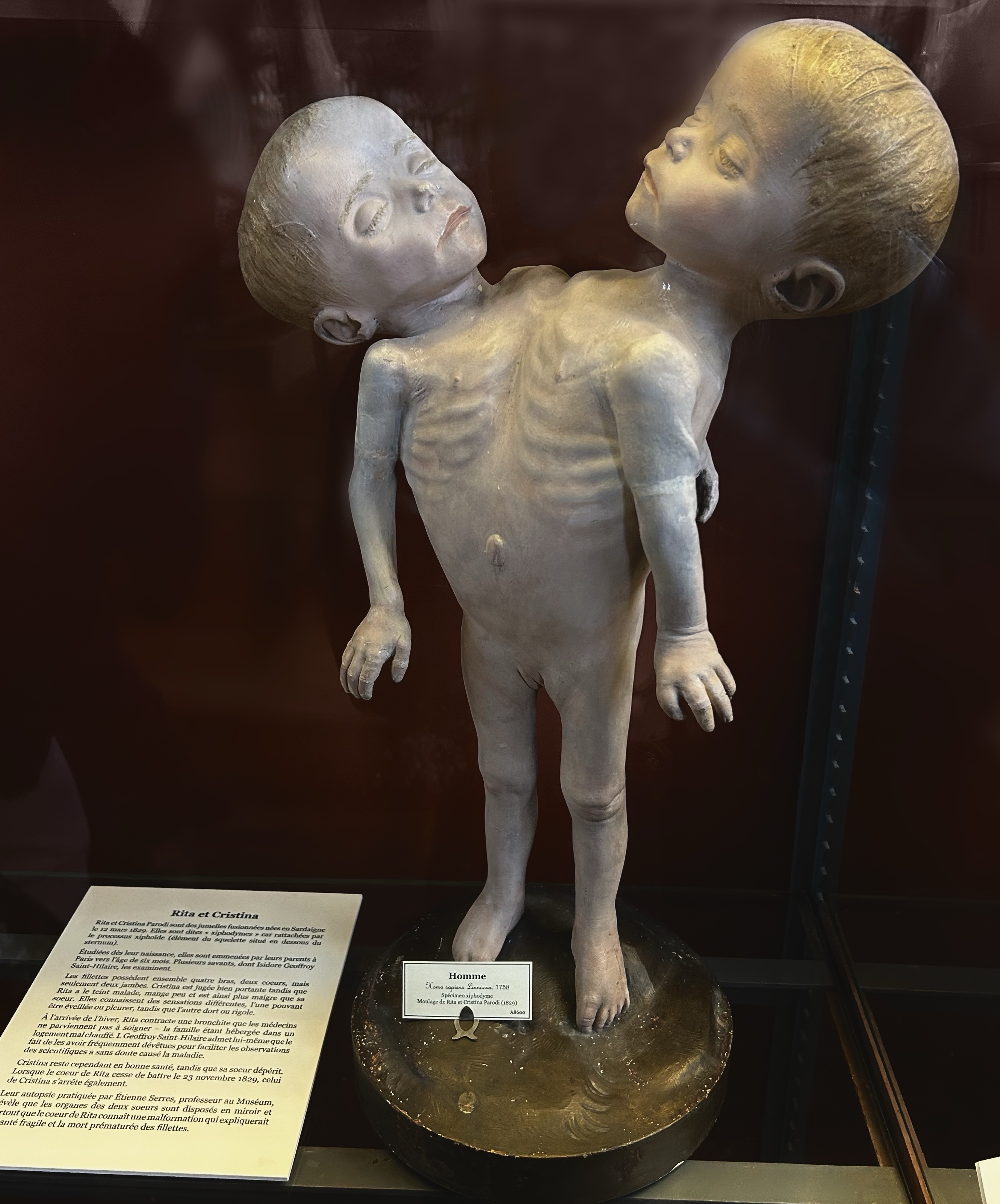
Modell in der Galerie de Paléontologie et d’Anatomie Comparée

Ritta und Christina Parodi (* 3. März 1829 in Sassari; † 23. November 1829 in Paris) waren siamesische Zwillinge vom Typ Dicephalus.

## Leben
Ritta und Christina Parodi kamen als Kinder armer Eltern in Sassari auf Sardinien zur Welt. Ihre Mutter, Maria Teresa Parodi, war bei der Geburt 32 Jahre alt und hatte vor Ritta und Christina bereits acht andere Kinder zur Welt gebracht. Ritta und Christina Parodi waren auf der Höhe des Brustkorbs vereint wie Giovanni Battista und Giacomo Tocci und besaßen wie diese einen gemeinsamen Unterleib, aber vier Arme und zwei Köpfe. Allerdings zeigte sich früh, dass eines der Mädchen, Ritta, deutlich schwächer und anfälliger war als das andere, und angesichts der Tatsache, dass aus dem 18. und frühen 19. Jahrhundert keine lebensfähigen siamesischen Zwillinge dieses Typs bekannt waren, sprach man den Parodi-Zwillingen keine lange Lebenserwartung zu.
Die Eltern beschlossen, aus dem ungewöhnlichen Aussehen ihrer Töchter Gewinn zu schlagen, und stellten sie zunächst in verschiedenen Städten Italiens zur Schau, ehe sie nach Paris weiterreisten. Dort wurden Ritta und Christina als „Ritta-Christina, L’Enfant Bicéphale“ angekündigt. Die Präsentation der Kinder wurde jedoch aufgrund ihres niedrigen Alters bald untersagt. Die Eltern führten aber, wohl durch Geldmangel gezwungen, ihre Töchter heimlich weiterhin vor, so dass sie etlichen Journalisten und Medizinern zu Gesicht kamen. Die Behörden wurden bedrängt, die Kinder doch wieder offiziell zur Schau stellen zu lassen, doch ehe darüber entschieden werden konnte, erkrankte Ritta schwer an akuter Bronchitis: Die Kinder waren aus Mangel an Heizmaterial in einem ungeheizten Raum untergebracht worden. Christina überstand diesen gesundheitsgefährdenden Aufenthalt zunächst unbeschadet, während ihre Schwester bald mit dem Tod rang. Es ist belegt, dass Ärzte die Kinder zu dieser Zeit beobachteten, doch galt deren Interesse offenbar weniger der Heilung Rittas als dem Ausgang dieses ungewollten Experiments sowie der Frage, was die Obduktion zu Tage fördern würde. Am 23. November erlag Ritta im Alter von acht Monaten und zwanzig Tagen ihrer Krankheit. Wenig später stieß Christina, die bis zu diesem Zeitpunkt keinerlei Krankheitszeichen gezeigt hatte, einen Schrei aus, ließ die Hand ihrer Mutter los und starb ebenfalls.

## Nach dem Tod
Beinahe unmittelbar nach dem Tod erschienen einige Mitglieder der Académie nationale de médecine in der Unterkunft der Parodis, um einen Gipsabdruck von den Zwillingen zu nehmen. Ihr Vater konnte sich nicht gleich entschließen, die Kinder zur Obduktion freizugeben. Schließlich erschien der Arzt Isidore Geoffroy Saint-Hilaire in Begleitung der Polizei bei der Familie Parodi und setzte durch, dass die Kinder abgeholt und in den Jardin du Roi gebracht wurden, wo durch Manel die Autopsie in Anwesenheit zahlreicher bekannter Wissenschaftler vorgenommen wurde. Sie stellte eine gewisse Sensation dar, waren doch seit mehreren hundert Jahren keine lebensfähigen siamesischen Zwillinge eines vergleichbaren Typs mehr obduziert worden.
Die Untersuchung ergab, dass Rittas und Christinas innere Organe spiegelbildlich zueinander lagen. Ihre beiden Herzen lagen in einem gemeinsamen Pericardium. Rittas Herz war allerdings missgebildet und hätte sie nicht mit ausreichend sauerstoffreichem Blut versorgen können. Wäre sie nicht mit ihrer Schwester zusammengewachsen gewesen, deren Organismus auch Ritta mitversorgte, wäre sie womöglich schon früher gestorben. Die Kinder hatten eine gemeinsame Leber, aber zwei Gallenblasen. Das Skelett der Kinder wurde im Musée d’Histoire Naturelle zusammen mit Tierskeletten ausgestellt.
1833 veröffentlichte Etienne Serres eine ausführliche Beschreibung der Obduktionsergebnisse; 1836 kam Isidore Geoffroy Saint-Hilaires Histoire générale des anomalies de l'organisation heraus. Möglicherweise kannte Honoré de Balzac dieses Werk. In seiner Erzählung Une fille d'Ève erwähnte er die Parodi-Zwillinge, ohne einen erläuternden Kommentar für nötig zu halten. Offenbar war die Kenntnis ihres Schicksals zu Balzacs Zeiten bei den Lesern vorauszusetzen.
Saint-Hilaire sah in dem kurzen Leben der Parodi-Schwestern den Beweis, dass auch ältere Berichte über lebensfähige siamesische Zwillinge dieses Typs, speziell die über zwei schottische Brüder, nicht erfunden sein mussten. Ein halbes Jahrhundert später lieferten die Brüder Giovanni Battista und Giacomo Tocci den Beweis, dass auch Zwillinge vom Typ Dicephalus das Erwachsenenalter erreichen können. Die Tocci-Brüder, die ab einem Alter von vier Wochen in der Öffentlichkeit gezeigt wurden, mussten allerdings niemals unter Kälte und Hunger leiden wie Ritta und Christina Parodi und hatten wahrscheinlich auch bessere körperliche Voraussetzungen zum Überleben.